# Fritz Levedag

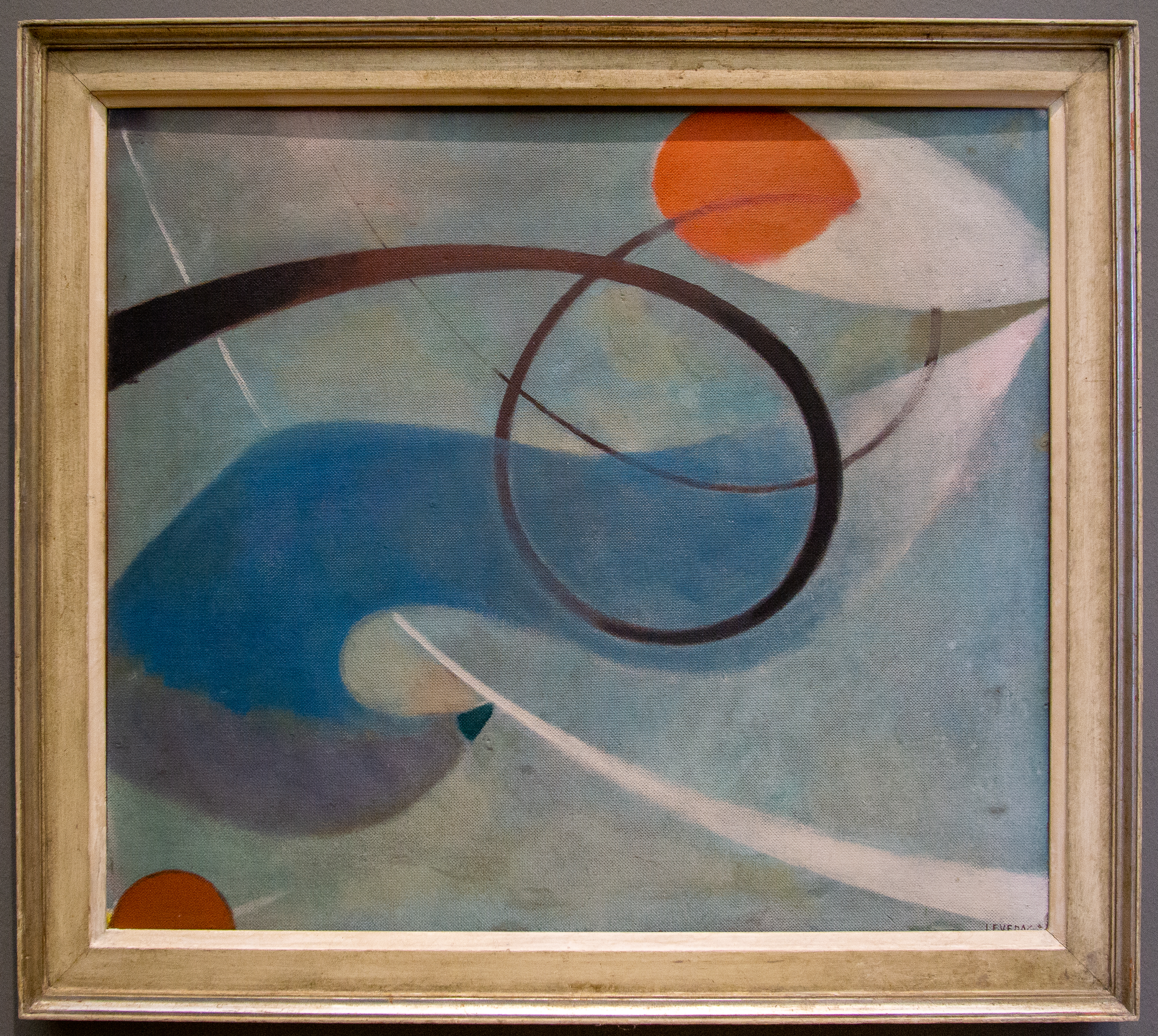
Fritz Levedag: Bild von 1949

Fritz Levedag (* 15. Mai 1899 in Münster; † 28. Oktober 1951 in Ringenberg) war ein deutscher bildender Künstler und Architekt.

## Leben
Levedag war während des Ersten Weltkrieges Soldat. 1922 besuchte er die Handwerkerfachschule in Stuttgart. Nach privatem Zeichenunterricht in München studierte er von 1924 bis 1926 an der Kunstakademie Düsseldorf. Von 1926 bis 1929 war er mit Paul Klee und Wassily Kandinsky am Bauhaus in Dessau tätig. 1929 siedelte er mit Walter Gropius nach Berlin über, wo er freiberuflich als Maler arbeitete. Weitere Stationen waren Münster/W., Paris, Düsseldorf und Braunschweig. 1937 hatten ihn die Nationalsozialisten mit Malverbot belegt. Im Zweiten Weltkrieg war er Soldat.
Ende der 1940er Jahre fand er zu einer frei fließenden Formauffassung. 1949 betitelte er ein Bild mit 0001 und zeigte damit seinen Neuafbruch in der Malerei an.
1951 starb er an den Spätfolgen einer im Krieg nicht ausgeheilten Hepatitis.
Seit 1942 war er mit der Volkswirtin Dr. Maria-Josepha Gräfin von Plettenberg (1910–2003) verheiratet.